# Universidad de Malmö

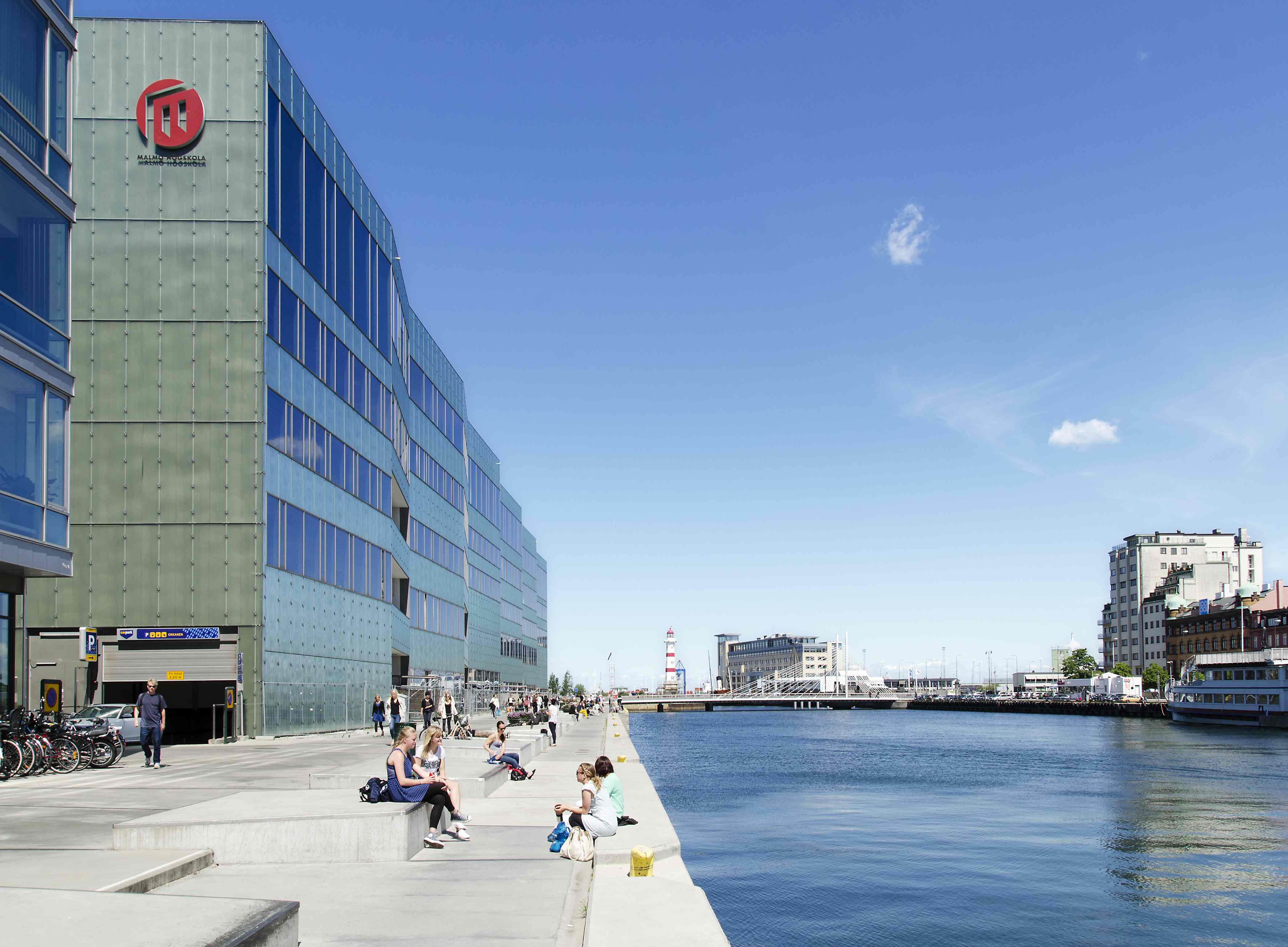
El edificio Orkanen de la Universidad de Malmö

La Universidad de Malmö (sueco Malmö universitet) es un centro de estudios superior localizado en la ciudad sueca de Malmö. La universidad de Malmö es la novena institución de aprendizaje más grande de Suecia y figura como una de las casas de estudio más modernas y vanguardistas de Escandinavia. La universidad tiene acuerdos de intercambio educativo con más de 240 universidades en el mundo albergando alrededor de 24.000 estudiantes (aproximadamente un tercio de estos internacionales). La educación en la universidad se centra, entre otras cosas, en las relaciones internacionales, las ciencias políticas, sustentabilidad, estudios urbanos, comunicación y media y tecnología. 
El centro no se fundó hasta 1998, dos años después de la decisión del gobierno de crear una institución educativa en la ciudad. El centro está dividido en 5 facultades: Formación educativa (la facultad de mayor tamaño), cultura y sociedad, salud y sociedad, odontología así como el centro de estudios (desde 2008).
Algunas de estas formaciones ya existían antes del centro y pertenecían a la ciudad Malmö o a la Universidad de Lund, la cual aún dispone de algunas unidades formativas en Malmö.
Los edificios de la universidad se encuentran en las cercanías de la estación principal de tren de la ciudad. Parte de la formación, como la formación educativa y la biblioteca, se encuentran en el edificio Orkanen (huracanes), abierto en 2005 y edificado sobre una isla artificial.

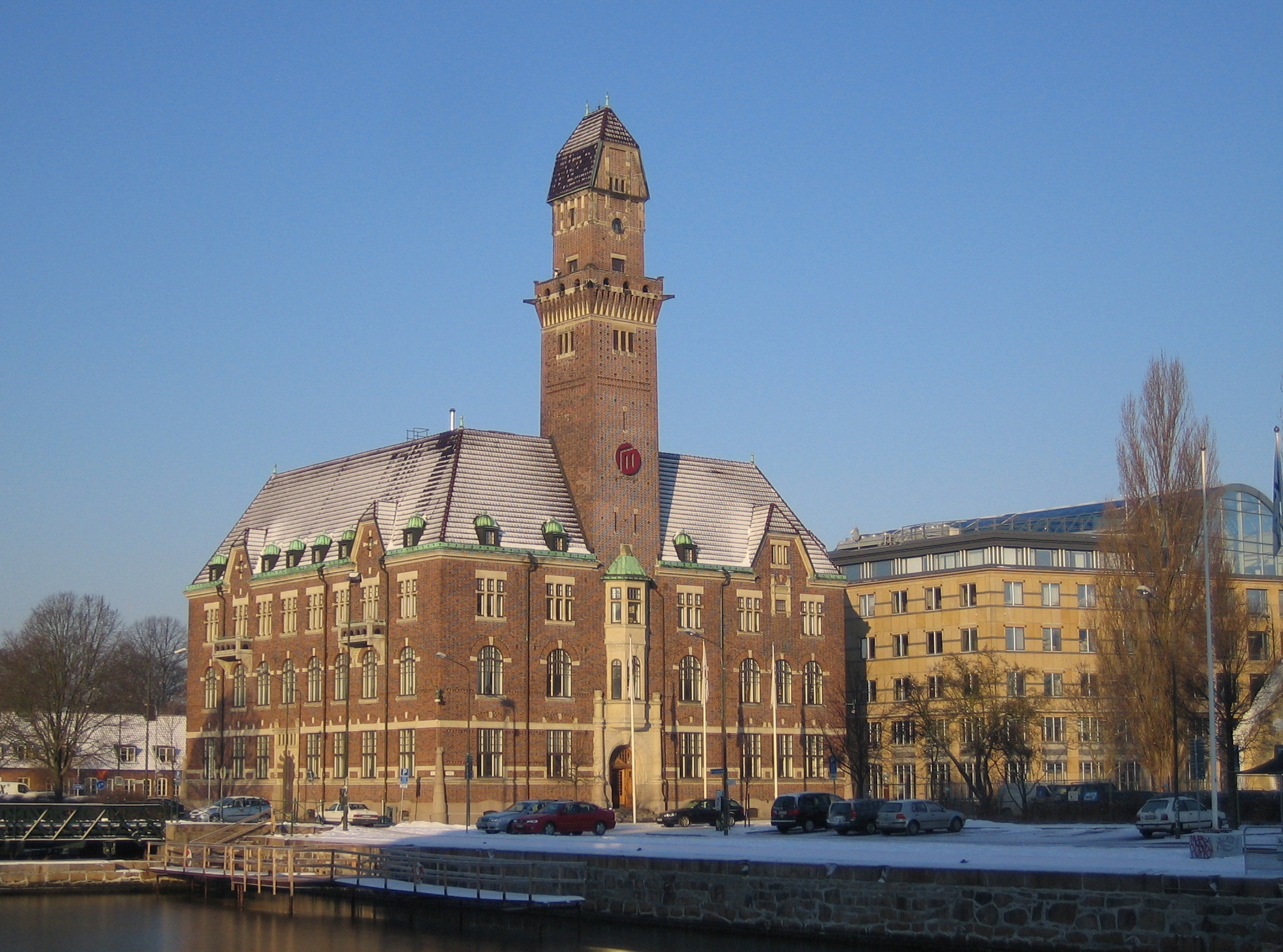
Rectorado